# A Degrassi gimi
A Degrassi gimi (eredeti cím: Degrassi: The Next Generation) 2001 és 2015 között bemutatott kanadai televíziós filmsorozat, amelyet az Epitome Pictures készített, és az Entertainment One forgalmazott. Kanadában 2001-től 2009-ig a CTV vetítette, 2010-től 2013-ig a MuchMusic sugározta, 2013-tól 2015-ig az MTV Canada adta. Magyarországon az első három évadot 2006. október 7. és 2007. április 28. között a Viasat 3 vetítette, majd 2016. december 26-án a Megamax is elkezdte sugározni a sorozatot a 10. évadtól kezdve. A már bemutatott 10.-11.-12. évad részeit sokáig ismételte és újra eltűnt a sorozat hazánkból. A Minimax osztott frekvenciáján található C8 csatorna, melyen csak az AMC többi csatornájának tüköradása látható, csupán a Megamax adását egy az egyben átemelve mutatta be a sorozatot. 2008-ban az ORTT szankcionálta a Viasat-ot, amiért félelemkeltő és erőszakosan megjelenő rasszista témák miatt 16-os korhatárba kellett volna illeszteni. A Viasat pedig nem éjjel tervezett vetíteni ifjúsági sorozatot.

## Ismertető
A Degrassi középiskola pont olyan mint a többi, az itteni diákokat sem kerüli el humor, félelem, szerelem vagy dráma! A 10. évadban az iskolaév újabbnál újabb kihívásokat, barátokat, szerelmi szálakat, fizikai megpróbáltatásokat és sok váratlan fordulatot rejt magában. Valós és izgalmas, mélyreható és friss, a határokat feszegető év következik a Degrassi gimi életében, ami egy csepp humorral, és rengeteg szeretettel van fűszerezve.

## Szereplők

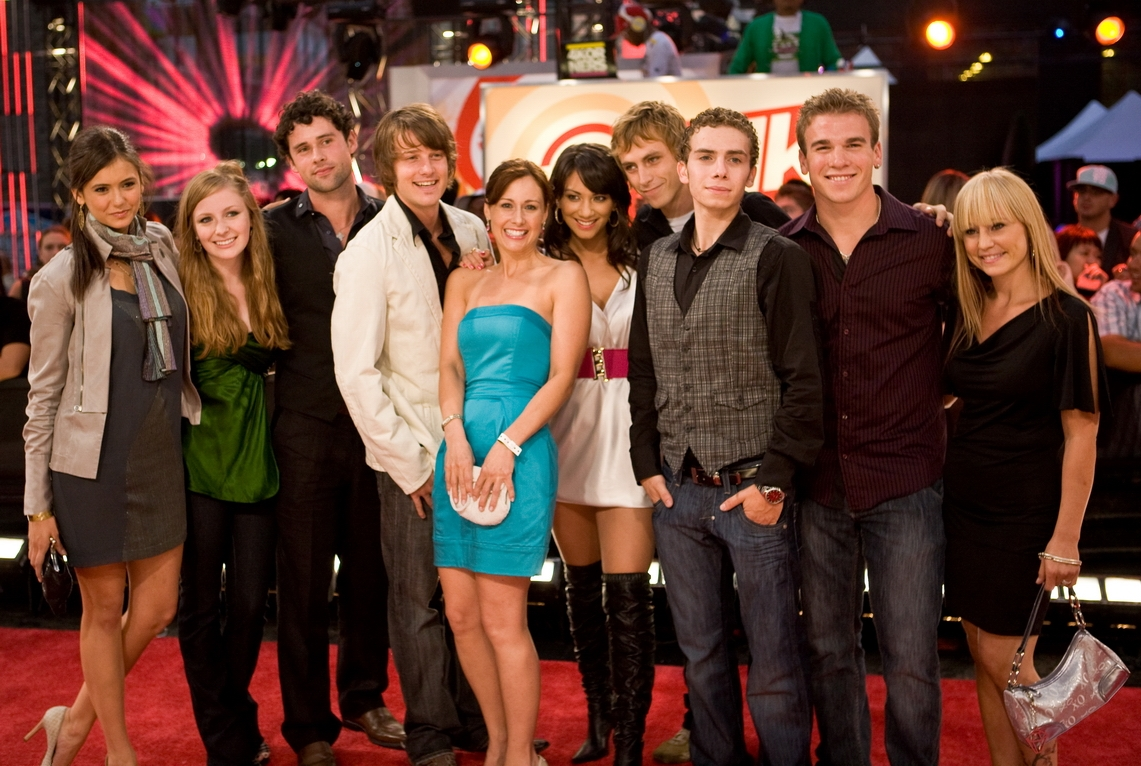
A nyolcadik évad szereplői a Toronto Nemzetközi Filmfesztiválon

| Szereplő           | Eredeti hang      | Magyar hang               |
| ------------------ | ----------------- | ------------------------- |
| Archie Simpson     | Stefan Brogren    | Tarján Péter              |
| Clare Edwards      | Aislinn Paul      | Czető Zsanett             |
| Alli Bhandari      | Melinda Shankar   | Dögei Éva                 |
| Connor Deslauriers | A.J. Saudin       | Markovics Tamás (2. hang) |
| Jenna Middleton    | Jessica Tyler     | Molnár Ilona              |
| Drew Torres        | Luke Bilyk        | Pál Tamás                 |
| Eli Goldsworthy    | Munro Chambers    | Penke Bence               |
| Dave Turner        | Jahmil French     | Hamvas Dániel             |
| Bianca DeSousa     | Alicia Josipovic  | Csuha Bori                |
| Adam Torres        | Jordan Todosey    | Csifó Dorina              |
| K.C Guthrie        | Sam Earle         | Czető Ádám                |
| Fiona Coyne        | Annie Clark       | Laudon Andrea             |
| Owen Milligan      | Daniel Kelly      | Sörös Miklós              |
| Chantay Black      | Jajube Mandiela   | Szabó Zselyke             |
| Anya MacPherson    | Samantha Munro    | Kis-Kovács Luca           |
| Holly J. Sinclair  | Charlotte Arnold  | Gulás Fanni               |
| Sav Bhandari       | Raymond Ablack    | Gacsal Ádám               |
| Riley Stavros      | Argiris Karras    | Renácz Zoltán             |
| Zane Park          | Shannon Kook-Chun | Czető Roland              |
| Wesley Betenkamp   | Spencer Van Wyck  | Morvay Gábor              |
| Marisol Lewis      | Shanice Banton    | Vámos Móni                |
| Johnny DiMarco     | Scott Paterson    | Joó Gábor                 |
| Peter Stone        | Jamie Johnston    | Szalay Csongor            |
| Leia Chang         | Judy Jiao         | Tamási Nikolett           |
| Declan Coyne       | Landon Liboiron   | Baráth István             |
| Imogen Moreno      | Cristine Prosperi | Kántor Kitty              |
| Maya Matlin        | Olivia Scriven    | Koller Virág              |
| Tristan Milligan   | Lyle O'Donohoe    | Kossuth Gábor             |
| Zig Novak          | Ricardo Hoyos     | Bogdán Gergő              |
| Katie Matlin       | Chloe Rose        | Vadász Bea                |
| Mo Mashkour        | Jacob Neayem      | Potocsny Andor            |
| Jake Martin        | Justin Kelly      | Horváth Illés             |
| Tori Santamaria    | Alex Steele       | Pekár Adrienn             |
| Mike Dallas        | Demetrius Joyette | Borbíró András            |
| Becky Baker        | Sarah Fisher      | Kardos Eszter             |
| Luke Baker         | Craig Arnold      | Előd Álmos                |
| Campbell Saunders  | Dylan Everett     | Ungvári Gergő             |

## Epizódok
| Évad | Évad | Epizódok | Eredeti sugárzás     | Eredeti sugárzás    | Eredeti adó | Magyar sugárzás    | Magyar sugárzás    | Magyar adó |
| Évad | Évad | Epizódok | Évadpremier          | Évadfinálé          | Eredeti adó | Évadpremier        | Évadfinálé         | Magyar adó |
| ---- | ---- | -------- | -------------------- | ------------------- | ----------- | ------------------ | ------------------ | ---------- |
|      | 1.   | 15       | 2001. október 14.    | 2002. március 3.    | CTV         | 2006. október 7.   | 2006. november 25. | Viasat 3   |
|      | 2.   | 22       | 2002. szeptember 29. | 2003. február 23.   | CTV         | 2006. november 25. | 2007. február 10.  | Viasat 3   |
|      | 3.   | 22       | 2003. szeptember 17. | 2004. április 5.    | CTV         | 2007. február 10.  | 2007. április 28.  | Viasat 3   |
|      | 4.   | 22       | 2004. szeptember 7.  | 2005. február 14.   | CTV         | TBA                | TBA                | TBA        |
|      | 5.   | 19       | 2005. szeptember 19. | 2006. március 20.   | CTV         | TBA                | TBA                | TBA        |
|      | 6.   | 19       | 2006. szeptember 29. | 2007. május 14.     | CTV         | TBA                | TBA                | TBA        |
|      | 7.   | 24       | 2007. október 5.     | 2008. június 23.    | CTV         | TBA                | TBA                | TBA        |
|      | 8.   | 22       | 2008. október 5.     | 2009. augusztus 14. | CTV         | TBA                | TBA                | TBA        |
|      | 9.   | 23       | 2009. október 4.     | 2010. július 16.    | CTV         | TBA                | TBA                | TBA        |
|      | 10.  | 44       | 2010. július 19.     | 2011. április 22.   | MuchMusic   | 2016. december 26. | 2017. február 9.   | Megamax    |
|      | 11.  | 45       | 2011. július 18.     | 2012. május 18.     | MuchMusic   | 2017. március 26.  | 2017. május 9.     | Megamax    |
|      | 12.  | 40       | 2012. július 16.     | 2013. június 21.    | MuchMusic   | 2017. június 24.   | 2017. július 16.   | Megamax    |
|      | 13.  | 40       | 2013. július 11.     | 2014. július 29.    | MTV Canada  | TBA                | TBA                | TBA        |
|      | 14.  | 28       | 2014. október        | 2015. augusztus 2.  | MTV Canada  | TBA                | TBA                | TBA        |